# ニマアトハピ
ニアマトハピまたはニアマトハプ（Ne-maat Hap）は、古代エジプトの第2王朝最後のファラオ、カセケムイの娘であり、
晩年のカセケムイの妃と第3王朝初代ファラオ、サナクトの妃でもある。
父王カセケムイに男子の継承者がなくカセケムイの死後、王権守護の為サナクトとを迎えたものと思われる。
1説には第3王朝2代ファラオ、ジェセルの母という話もあるが、ジョセルはサナクトの弟とする説が主流。
| H | p · Aa5 | n | U2 | M · t |

| H | p · Aa5 | n | U2 | M · t |

| スタブアイコン | サブスタブ | この項目は、まだ閲覧者の調べものの参照としては役立たない、人物に関連した書きかけの項目です。この項目を加筆・訂正などしてくださる協力者を求めています（P:人物伝/PJ:人物伝）。 |